# Крискент из Бонито
Крискент (III век) — святой мученик из Бонито. День памяти — первое воскресение августа.
Святой юный мученик Крискент из Бонито (Crescenzo di Bonito) пострадал от гонений во времена правления императора Диоклетиана. О нём известно из мраморной плиты на кладбище святой Кириаки в Риме, на которой написано:
CRESCENTIUS QVI VIXIT AN XI MATER CUM METU POSUIT
В июле 1800 года тело юного мученика было перенесено в храм города Бонито доминиканцем Луиджи Винценцо Кассито (Luigi Vincenzo Cassito) из местного братства Блаженной Кончины (Buona Morte). Мощи святого в золотой урне помещены в правую часть храма. Там же поставлен старинный камень, взятый с прежнего места упокоения.
Св. Крискент почитается покровителем города Монтагуто.